# 건설기계

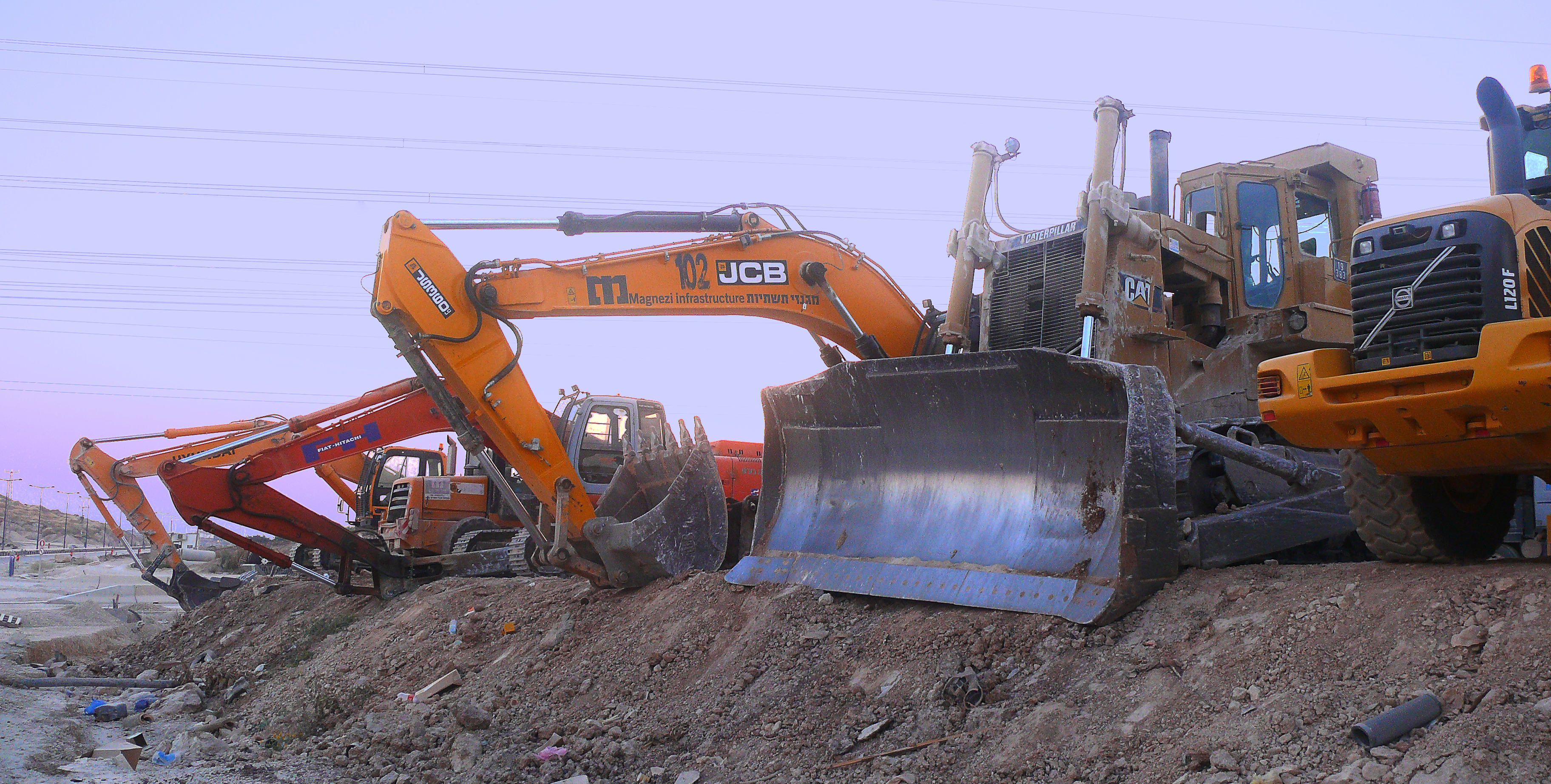

건설기계(建設機械, 영어: construction equipment) 또는 중장비(重裝備, 영어: heavy equipment)는 건설 공사에 사용되는 기계를 말한다.
또한 건설기계는 일반적으로 대량의 토사를 처리하기 위해서 튼튼하고 강력하게 만들어져 있다. 그리고 각종 작업 기계는 유압장치(油壓裝置)에 의해서 조작되는 일이 많다. 강력하고 제어가 용이한 유압 계통의 기술의 발전이 이들 건설기계의 출현에 크게 공헌하였다. 특히 강한 충격을 받는 부분 (버켓(bucket)) 혹은 블레이드(blade)의 굴착 부분) 혹은 마모가 제일 심한 부분에는 고장력강(高張力鋼)이나 특수합금(特殊合金) 및 내마모합금(耐磨耗合金)이 쓰이고 있다.
이들은 제2차 세계대전 후 눈부시게 진보하여 대형 고능률의 것, 기동성이 높은 것 등이 속속 출현하였다. 그 결과 공법이 바뀌고 공사 기간이 단축되었으며 공사의 내용이 비약적으로 향상되었다.
대한민국에서의 건설기계관리법에 따르면, "건설기계"라 함은 건설공사에 사용할 수 있는 기계로서 대통령령이 정하는 것을 말한다.

## 여러 가지 건설기계
- 스크레이퍼
- 모터그레이더
- 로드 롤러
- 파워셔블
- 굴착기
- 레미콘
- 덤프 트럭

## 기계경비
기계경비는 다음으로 구성된다.
- 직접공사비
  - 기계손료
    - 정기 정비비
    - 현장 수리비
    - 상각비
    - 기계 관리비

  - 운전경비
- 간접공사비
  - 기계 수송비
  - 현장수리시설 설치, 철거비
  - 조립, 해체비

## 같이 보기
- 건설기계 조종사 면허
- 대한민국 국토교통부
- 대한건설기계협회

## 참고 자료
- 박영태 (2019). 《토목기사 실기》. 세진사.